# 藤田茂 (漫画家)
藤田 茂（ふじた しげる、1934年 - ）は、漫画家。

## 作品リスト
- 一本杉の左近（太平洋文庫 1954年）
- 水爆H2号（あかしや書房 1955年）
- 天使物語（あかしや書房 1955年）
- 怪盗セブン（おもしろブック 1955年3月号）
- 夜の男（おもしろブック 1955年5月号）
- 姫さま捕物帖（痛快ブック 1955年6月号）
- 恐竜人間ドンモス（少年画報 1955年10月号付録）
- 永遠の明星（トモブック社 1955年）
- 高原の乙女（トモブック社 1956年2月25日）
- ラドン（原作：黒沼健、あかしや書房 1956年1月15日）
- 虹のかなたに（あかしや書房 1956年5月）
- 少年の町（あかしや書房 1956年7月20日）
- 火星兵団（あかしや書房 1956年12月20日）
- グーフィの保安官（原作：ウォルト・ディズニー トモブック社 1956年）
- ミッキーのロビンフッド（原作：ウォルト・ディズニー トモブック社 1956年）
- ミッキーと巨人（原作：ウォルト・ディズニー トモブック社 1956年）
- 七人の小人 （原作：グリム兄弟 トモブック社 1956年）
- 空気人間（少年画報 1956年9月号付録）
- 白百合城（痛快ブック 1956年7月号）
- ドラゴンの谷（トモブック社 1957年12月）
- 少年Gメン 
  - 少年Gメン Z5号（トモブック社 1958年5月）
  - 少年Gメン2 東京ジャングル（トモブック社 1958年7月5日）
  - 少年Gメン3　秘密情報（トモブック社 1958年10月25日）
- 液体人間と美女（原作：海上日出男 あかしや書房 1958年5月15日）
- 続液体人間（原作：海上日出男 あかしや書房 1958年7月20日）
- 続ラドン（原作：黒沼健 あかしや書房 1958年7月）
- 大怪獣バラン（原案：黒沼健 あかしや書房 1958年10月5日）
- ゴジラ（原作：香山滋、あかしや書房 1958年10月5日）
- 続ゴジラ  アンギラスの逆襲（原作：香山滋、あかしや書房 1958年11月15日）
- ロボット皇帝（少年画報 1958年10月号 - 1959年4月号）
- マンモス皇帝（トモブック社 1959年3月10日発行
- ピノキオ （原作：カルロ・コッローディ トモブック社 1959年8月）
- バンビ （原作：フェーリクス・ザルテン トモブック社 1959年）
- 快傑ゾロ（原作：ジョンストン・マッカレー トモブック社 1959年）
- ペリ（原作：ウォルト・ディズニー トモブック社 1959年）
- ライトガン（漫画王 1959年9月号 - 10月号）
- ロボット・ホーク（冒険王 1960年お正月増刊号）
- 西遊記 （トモブック社 1960年8月20日）
- 猿人ウラン（ぼくら 1960年夏休み増刊号（少年ジェット・ナショナルキッド特集号）
- 駅馬車（小学生画報 1961年夏休み増刊号付録「西部劇マガジン」）
- バカンスタッチのガッポリくん（まんが王 1963年夏休み増刊号）
- キャプテン （原作：眉村卓 週刊少年マガジン 1964年41号 - 52号）
- 空戦ゼロ（別冊少年マガジン 1964年秋季創刊号）
- 海底大戦争（原作：ジェリー・アンダーソン&シルヴィア・アンダーソン、翻訳：中尾明 週刊少年マガジン 1965年1号 - 10号）
- 新ロボットPX13号（ぼくら 1965年9月増刊号）
- パーカー号の宇宙探検 （冒険王 1965年夏休み大増刊号）（井上のぼる、田口きんや との合作）
- 底ゆけ修学旅行（冒険王 1965年10月号）（井上のぼる、田口きんや との合作）
- ホンダラくん（冒険王 1965年10月号）
- オバケのパー助（別冊冒険王 1966年夏季号）
- 怪獣ダイゴロウ（小学四年生 1972年7月号-1973年3月号連載）
- なかをみよう（小学館の保育絵本 1974年）
- アイデアゲーム百科　新しいゲームがいっぱい（秋田書店カラー版ジュニア入門百科 1975年）
- まんが偉人物語 ライト兄弟（冒険王 1977年12月号付録「ゴールデンコミック」）
- まんが偉人物語 ベーブルース（冒険王 1978年4月号付録「冒険王コミックス」）
- まんが偉人物語 良寛（冒険王 1978年5月号付録「冒険王コミックス」）
- まんが偉人物語 リンカーン（冒険王 1978年8月号）
- まんが偉人物語（冒険王 1978年9月号）